# Buczaczki
Buczaczki (ukr. Бучачки) – wieś na Ukrainie w rejonie śniatyńskim obwodu iwanofrankiwskiego.